# Almada
Almada là một huyện thuộc tỉnh Setúbal, Bồ Đào Nha. Huyện này có diện tích 70 km², dân số thời điểm năm 2001 là 160825 người.